# Сент-Ріджис (Монтана)
Сент-Ріджис (англ. St. Regis) — переписна місцевість (CDP) в США, в окрузі Мінерал штату Монтана. Населення — 313 особи (2020).

## Географія
Сент-Ріджис розташований за координатами 47°18′18″ пн. ш. 115°6′14″ зх. д. / 47.30500° пн. ш. 115.10389° зх. д. (47.304890, -115.103912).  За даними Бюро перепису населення США в 2010 році переписна місцевість мала площу 2,28 км², з яких 2,22 км² — суходіл та 0,06 км² — водойми.

## Демографія
Згідно з переписом 2010 року, у переписній місцевості мешкало 319 осіб у 139 домогосподарствах у складі 82 родин. Густота населення становила 140 осіб/км².  Було 166 помешкань (73/км²).
Расовий склад населення:
| - 91,2 % — білих - 1,9 % — корінних американців - 0,9 % — азіатів |

До двох чи більше рас належало 5,6 %. Частка іспаномовних становила 1,6 % від усіх жителів.
За віковим діапазоном населення розподілялося таким чином: 22,3 % — особи молодші 18 років, 61,7 % — особи у віці 18—64 років, 16,0 % — особи у віці 65 років та старші. Медіана віку мешканця становила 44,1 року. На 100 осіб жіночої статі у переписній місцевості припадало 107,1 чоловіків;  на 100 жінок у віці від 18 років та старших — 106,7 чоловіків також старших 18 років.
Середній дохід на одне домашнє господарство  становив 66 143 долари США (медіана — 54 167), а середній дохід на одну сім'ю — 74 254 долари (медіана — 53 646). За межею бідності перебувало 37,9 % осіб, у тому числі 75,6 % дітей у віці до 18 років та 29,4 % осіб у віці 65 років та старших.
Цивільне працевлаштоване населення становило 145 осіб. Основні галузі зайнятості: освіта, охорона здоров'я та соціальна допомога — 33,1 %, публічна адміністрація — 18,6 %, мистецтво, розваги та відпочинок — 9,7 %, транспорт — 9,0 %.